# 袁翻
袁 翻（えん ほん、476年 - 528年）は、北魏の官僚・文人・政治家。字は景翔。本貫は陳郡陽夏県。

## 経歴
袁翻の父の袁宣は筆才があり、南朝宋の青州刺史の沈文秀の下で主簿をつとめた。469年（南朝宋の泰始5年、北魏の皇興3年）、北魏の慕容白曜が青州州治の東陽城を陥落させると、袁宣は沈文秀に従って北魏に降った。ときに袁宣は劉昶の外祖父の袁湛の近親であったことから、劉昶は袁宣を引き立てて、その府の諮議参軍の袁済を宗親とさせた。袁翻兄弟が北魏の官につくようになると、袁済の子の袁洸や袁演としのぎを削るようになった。
袁翻は若くして才能と学問があり、奉朝請を初任とした。景明初年、李彪が東観で修史の任にあったとき、袁翻は徐紇の推薦により、李彪に召し出されて著作佐郎を兼ね、史書編纂の事業に参与した。徐紇が枹罕に流刑となると、袁翻はまもなく解任された。後に司徒祭酒・揚烈将軍・尚書殿中郎に転じた。
504年（正始元年）、宣武帝が尚書省と門下省に命じて洛陽の金墉城の中書外省で律令について考究議論させたとき、袁翻は常景・孫紹・張虎・侯堅固・高綽・邢苗・程霊虯・王元亀・祖瑩・宋世景・李琰之・公孫崇らとともに議論した。さらに彭城王元勰・高陽王元雍・京兆王元愉・劉芳・元麗・李韶・鄭道昭・王献らがその議論に参与した。後に袁翻は豫州中正に任じられた。
明堂・辟雍を修築する議論が起こると、袁翻は周制と同じ5室の明堂を建てるよう求めた。後に辺境防衛の議論が起こると、袁翻は階級にこだわらず才能によって軍人を任用するよう意見した。
ときに母が死去し、袁翻は職を去って喪に服した。熙平初年、冠軍将軍・廷尉少卿に任じられた。まもなく征虜将軍の号を加えられた。後に平陽郡太守として出向した。袁翻は平陽郡への赴任が非常に不本意だったため、「思帰賦」を作ってその思いを表現した。
神亀末年、冠軍将軍・涼州刺史に転じた。正光初年、柔然の阿那瓌や婆羅門が内乱のために北魏に降伏してくると、北魏の朝廷はかれらの身の置き所を問題とした。袁翻は婆羅門を西海郡故城に置き、良将ひとりをつけて監護するよう上表した。朝議は袁翻の意見を採用した。
袁翻は洛陽に召還され、吏部郎中に任じられ、平南将軍・光禄大夫の位を加えられた。平南将軍のまま斉州刺史として出向したが、その統治の成果は多くなかった。孝昌年間、安南将軍・中書令に任じられ、給事黄門侍郎を兼ね、徐紇とともに門下省で文筆をつかさどた。袁翻はすでに才能や学問について名望高く、追従も上手かったので、霊太后にも信頼されていた。このころ六鎮の乱による北魏の混乱の虚をついて南朝梁が北進していたが、これに反撃するべく六軍を動員した孝明帝の親征をおこなおうと計画されたため、袁翻は上表して諫め止めさせた。527年（孝昌3年）、蕭宝寅が涇州で大敗すると、袁翻は征西軍の死亡した将士に哀悼をささげ、生還した者に報労を加えるよう求める上表をおこなった。後に袁翻は度支尚書に任じられた。まもなく都官に転じた。袁翻は引退を願い出たが、内外に事件が多かったため許されず、撫軍将軍の号を加えられた。
孝明帝と霊太后が華林園で宴会したとき、帝は群臣に向かって杯を挙げて「袁尚書は朕の杜預である」と評したので、列座の者で袁翻を羨まない者はなかった。袁翻は名声も官位も高かったが、独善的で他人を推挙せず、後進を抑圧したので、識者にその欠点を批判された。528年（建義元年）4月、袁翻は河陰の変により殺害された。享年は53。使持節・侍中・車騎将軍・儀同三司・青州刺史の位を追贈された。著した文筆100篇あまりが当時に通行した。

## 家族

### 兄弟
- 袁躍（字は景騰）
- 袁颺（本州治中別駕、豫州冠軍府司馬）
- 袁昇（太学博士・司徒記室・尚書儀曹郎中・正員郎・通直常侍。兄の袁颺の死後にその妻と密通した。河陰で袁翻とともに殺害された。左将軍・斉州刺史の位を追贈された）

### 男子
- 袁聿修（字は叔徳）
- 袁宝首（嫡子、武定年間に司徒記室参軍となった）

## 伝記資料
- 『魏書』巻69 列伝第57
- 『北史』巻47 列伝第35